# Oris-en-Rattier
Oris-en-Rattier ist eine französische Gemeinde mit 108 Einwohnern (Stand: 1. Januar 2022) im Département Isère in der Region Auvergne-Rhône-Alpes (vor 2016 Rhône-Alpes). Sie gehört zum Arrondissement Grenoble und zum Kanton Matheysine-Trièves. 

## Geographie
Die Gemeinde Oris-en-Rattier liegt etwa am Westrand des Oisans-Massivs der Dauphiné-Alpen, 40 Kilometer südsüdöstlich von Grenoble. An der westlichen Gemeindegrenze verläuft der Fluss Roizonne. Der höchste Punkt im Gemeindegebiet ist der Gipfel des 2606 m hohen Le Coiro. Umgeben wird Oris-en-Rattier von den Nachbargemeinden Lavaldens im Norden, Le Périer im Osten, Valbonnais im Südosten und Süden, Siévoz im Süden und Südwesten sowie La Valette im Westen.

## Bevölkerungsentwicklung
| Jahr                       | 1962 | 1968 | 1975 | 1982 | 1990 | 1999 | 2006 | 2013 | 2021 |
| -------------------------- | ---- | ---- | ---- | ---- | ---- | ---- | ---- | ---- | ---- |
| Einwohner                  | 79   | 64   | 48   | 63   | 74   | 83   | 95   | 114  | 106  |
| Quellen: Cassini und INSEE |      |      |      |      |      |      |      |      |      |

## Sehenswürdigkeiten
- Kirche Saint-Pierre

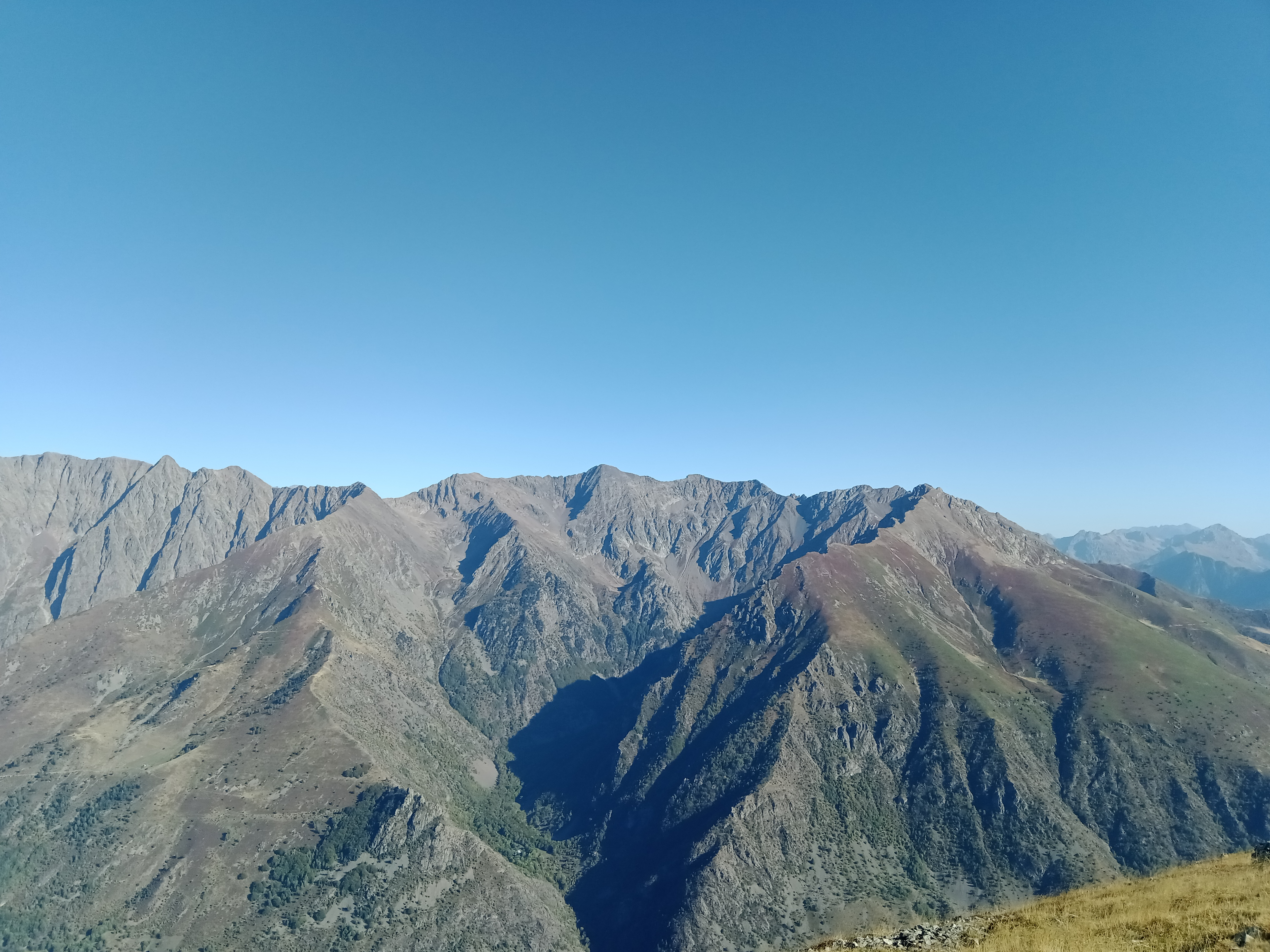
Bergkette mit dem 2606 m hohen Le Coiro
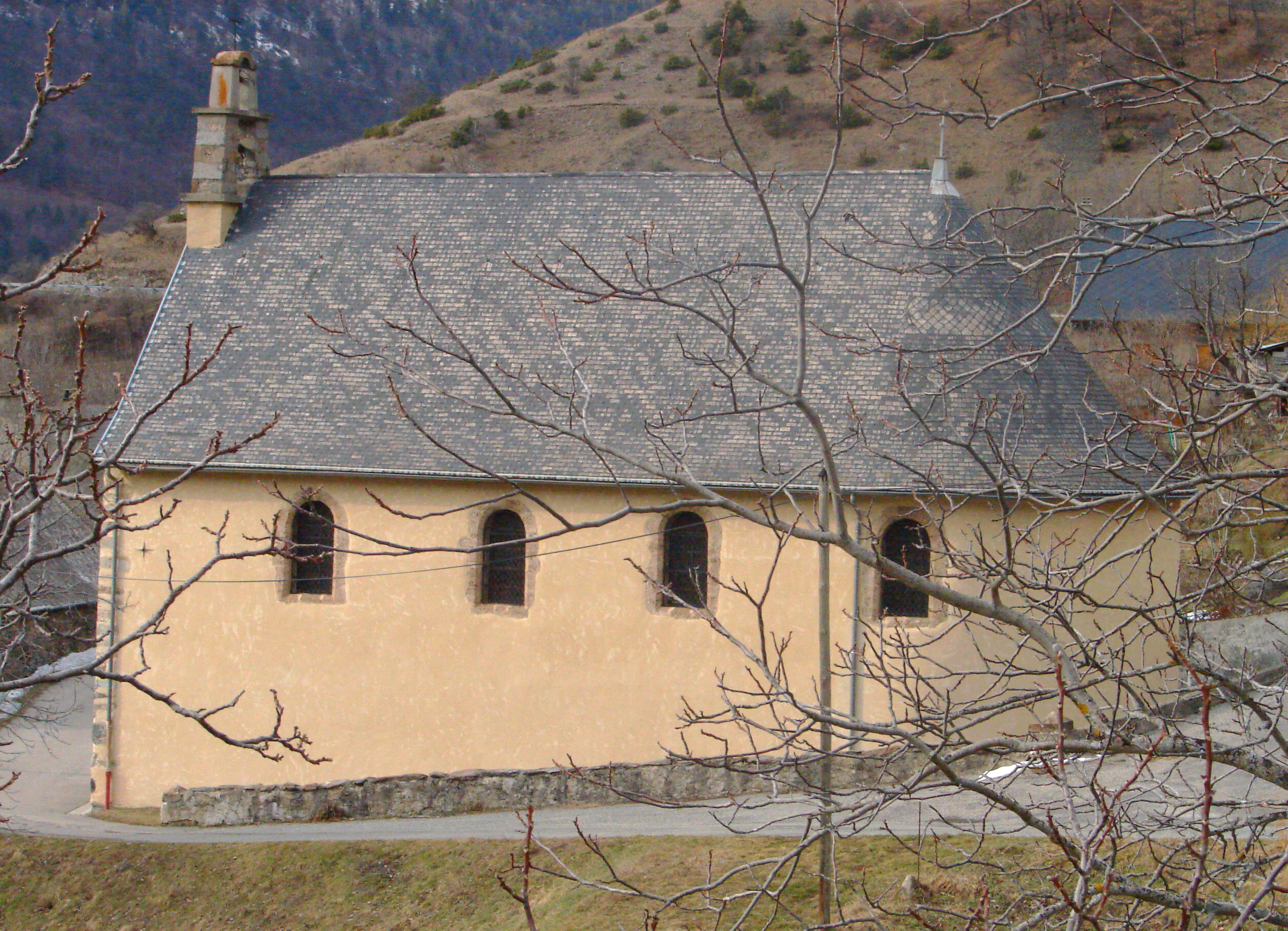
Kirche Saint-Pierre